# Charles Edson
Charles Farwell Edson Jr. (* 26. Dezember 1905 in Los Angeles; † 14. Dezember 1988 in Madison, Wisconsin) war ein US-amerikanischer Althistoriker, der von 1938 bis 1976 als Professor an der University of Wisconsin–Madison wirkte.

## Leben
Charles Edson studierte Geschichte. Den Bachelor absolvierte er 1929 an der Stanford University, den Master 1931 an der Harvard University. Von 1936 bis 1938 erhielt er das Guggenheim-Stipendium. Anschließend ging er als Assistant Professor an die University of Wisconsin–Madison, wo er bis an sein Lebensende lehrte und forschte. 1939 wurde er in Harvard bei William Scott Ferguson mit der Dissertation Five Studies in Macedonian History promoviert. Von 1952 bis 1953 und von 1962 bis 1963 war er Member am Institute for Advanced Study, von 1956 bis 1957 erneut Guggenheim Fellow. Edson war korrespondierendes Mitglied des Deutschen Archäologischen Instituts (seit 1972) und Träger des Goodwin Award (1974). 1976 trat er in den Ruhestand.
Im Zentrum seiner Forschungen standen die griechischen Inschriften aus der Umgebung von Thessaloniki, die er auch im Rahmen des Projekts Inscriptiones Graecae herausgab.